# Студенческий (Свердловская область)
Студенческий — посёлок в Белоярском районе Свердловской области России. Входит в Белоярский муниципальный округ.
Ранее посёлок был центром Студенческого сельсовета Белоярского района.

## География
Посёлок Студенческий расположен на левом берегу реки Брусянки, в 12 километрах к юго-западу от посёлка Белоярского.

### Часовой пояс
Студенческий, как и вся Свердловская область, находится в часовой зоне МСК+2. Смещение применяемого времени относительно UTC составляет +5:00.

## Население
| 2002 | 2010  | 2021 |
| ---- | ----- | ---- |
| 1278 | ↘1252 | ↘902 |

## Инфраструктура
В посёлке Студенческом 27 улиц: Береговая, Берёзовая, Восточная, Дачная, Заречная, Ивовая, Ключевская, Лесная, Луговая, Мира, Н. Рагозина, Набережная, Новая, Огородная, Первомайская, Рабочая, Садовая, Северная, Сенная, Советская, Солнечная, Сосновая, Студенческая, Урожайная, Школьная, Яблоневая и Ясная; два переулка: Зелёный и Южный; один микрорайон — Дворище.